# Batak Alas-Kluet jezik
Batak Alas-Kluet jezik (ISO 639-3: btz), jedan od batačkih jezika kojim govori 195 000 ljudi (2000) iz plemena Alas i Kluet u indonezijskoj provinciji Aceh na Sumatri. Postoje tri dijalekta, to s alas, kluet i singkil. 
S jezicima batak dairi [btd] i batak karo [btx] čini sjevernu podskupinu batačkih jezika, austronezijska porodica.

## Vanjske poveznice
- Ethnologue (14th)
- Ethnologue (15th)